# Mitras Poniente
Mitras Poniente är en ort i Mexiko.   Den ligger i kommunen García och delstaten Nuevo León, i den centrala delen av landet, 700 km norr om huvudstaden Mexico City. Mitras Poniente ligger 592 meter över havet och antalet invånare är 18 246.
Terrängen runt Mitras Poniente är varierad. Runt Mitras Poniente är det mycket tätbefolkat, med 2 521 invånare per kvadratkilometer. Närmaste större samhälle är Monterrey, 15,5 km sydost om Mitras Poniente. Runt Mitras Poniente är det i huvudsak tätbebyggt.